# Gerris thoracicus
Gerris thoracicus är en insektsart som beskrevs av Theodor Emil Schummel 1832. Gerris thoracicus ingår i släktet Gerris, och familjen skräddare. Arten är reproducerande i Sverige.